# Эрнст I (князь Брауншвейг-Люнебурга)
Эрнст I Брауншвейг-Люнебургский (нем. Ernst I, Herzog zu Braunschweig-Lüneburg; 27 июня 1497 — 11 января 1546) — герцог Брауншвейг-Люнебургский и князь Люнебургский из династии Вельфов (1520—1546). Сторонник протестантизма и Реформации. Также был часто известен как Эрнст Исповедник.

## Биография
Родился 27 июня 1497 года в Ильцене. Второй сын Генриха I (1468—1532), герцога Брауншвейг-Люнебургского (1486—1520), и Маргариты Саксонской (1469—1528), дочери курфюрста Эрнста Саксонского (1441—1486) и Елизаветы Баварской (1442—1484).
В 1512 году Эрнст был отправлен отцом в Виттенберг, ко двору своего дяди по материнской линии, курфюрста Фридриха III Мудрого (1463—1525). Получил образование в Виттенбергском университете, где познакомился с Георгом Спалатином.
В 1520 году из-за политических разногласий с императором Священной Римской империи Карлом V Габсбургом, Генрих I, герцог Брауншвейг-Люнебургский (отец Эрнста), вынужден был отказаться от престола и удалился ко двору французского короля. Два старших сына Генриха, Оттон и Эрнст, стали совместно управлять Брауншвейг-Люнебургским герцогством. В 1527 году по настоянию сторонников католицизма Генрих вернулся в Люнебург и попытался восстановить контроль над герцогством. После провала вернуться себе власть Генрих вернулся во Францию. Только в 1530 году Генриху разрешили вернуться на родину, чтобы провести последние дни в герцогском доме в Люнебурге, подаренном ему старшим сыном Оттоном.
Старший сын Генриха, Оттон (1495—1549), также получил образование со своими братьями в Виттенберге. Он был герцогом Брауншвейг-Люнебургским в 1520—1527 годах и бароном Харбургом в 1527—1549 годах.
С 1520 по 1527 год братья Оттон и Эрнст совместно управляли Брауншвейг-Люнебургским герцогством. В 1527 году из-за конфликта с отцом и неравным браком Оттон отказался от власти в герцогстве и стал самостоятельно править в небольшой части герцогства с центром в Харбурге (основанная им линия Брауншвейг-Харбург угасла в 1642 году). Эрнст остался править в большей части герцогства с центром в Целле. В том же 1527 году Эрнст не позволил своему отцу вернуть власть в герцогстве. Генрих при поддержке католиков попытался вернуть себе герцогский престол в Брауншвейг-Люнебургском княжестве, но не добился результата.
В 1529 году Эрнст ввел в своём герцогстве лютеранство. Одним из ближайших сподвижников герцогств был суперинтендант и протестантский реформатор Урбан Региус. Герцог Эрнст Брауншвейг-Люнебургский был активным участником Шмалькальденского союза, привлек в его состав многих членов и защищал интересы протестантов в Северной Германии. Пытался также укрепить свою власть и реформировать государственное устройство в своём герцогстве.
В 1539 году Эрнест передал во владение своему младшему брату Францу (1508—1549) часть княжества с центром в Гифхорне.

## Брак и дети

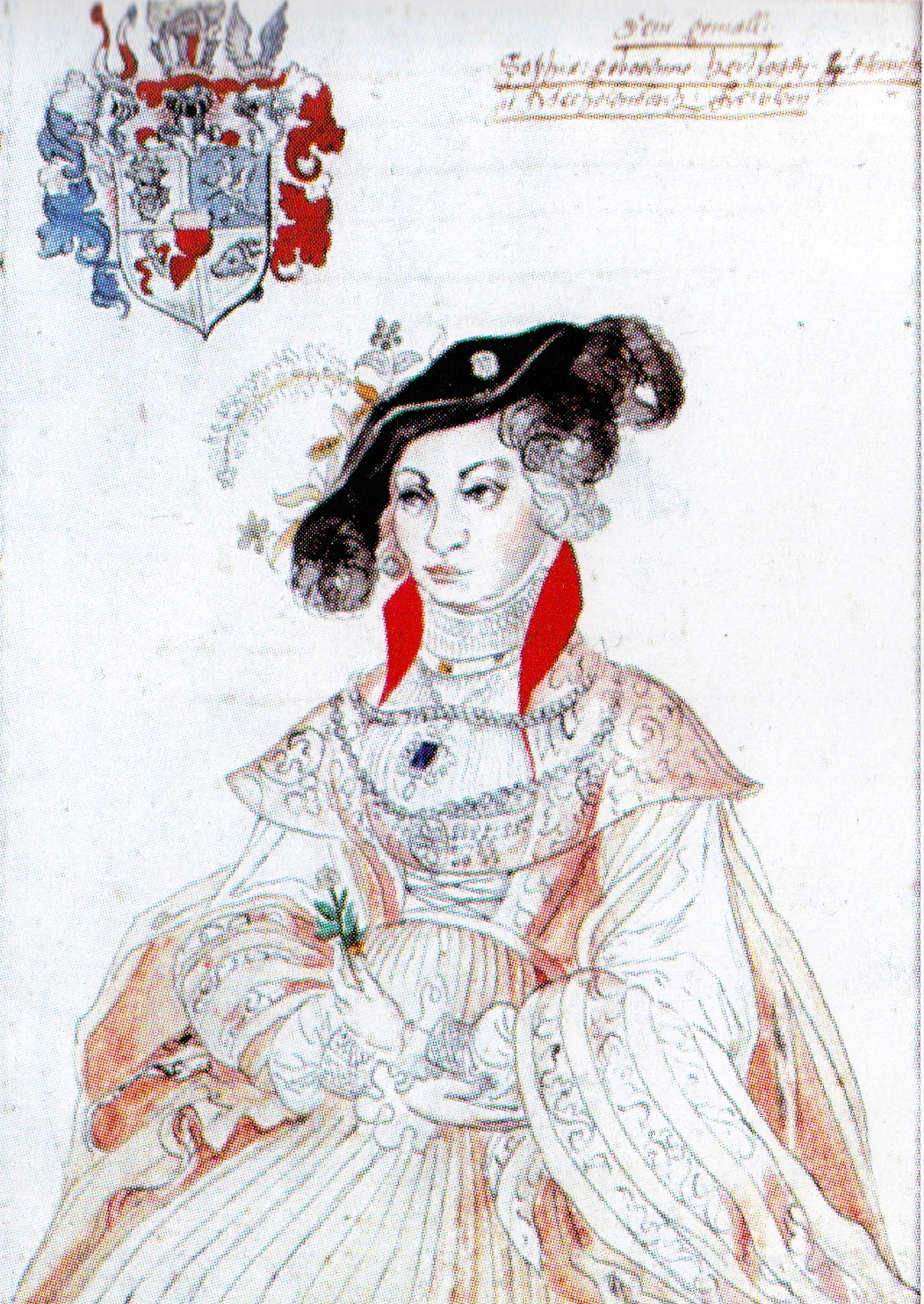
Принцесса София Мекленбург-Шверинская, жена герцога Эрнста Брауншвейг-Люнебургского

2 июня 1528 года в Шверине Эрнст Брауншвейг-Люнебургский женился на Софии (1508—1541), старшей дочери Генриха V, герцога Мекленбурга (1479—1552), и Урсулы Бранденбургской (1488—1510). Их дети:
- Франц Отто (20 июня 1530 — 29 апреля 1559), женат на Елизавете Магдалене Бранденбургской, дочери курфюрста Иоахима II Гектор Бранденбургского и Ядвиги Польской
- Фридрих (2 июня 1532 — 20 июля 1553)
- Генрих III (4 июня 1533 — 19 января 1598), женат на Урсуле Саксен-Лауэнбургской, дочери Франца I, герцога Саксен-Лауэнбургского
- Маргарита (10 июня 1534 — 24 сентября 1596), муж — граф Иоганн Мансфельд (ок. 1532—1567)
- Вильгельм Младший (4 июля 1535 — 20 августа 1592), женат на Доротее Датской, дочери короля Дании Христиана III
- Урсула (1 октября 1536 — 21 октября 1538)
- Екатерина (1537—1540)
- Елизавета Урсула (1539 — 3 сентября 1586), вышла замуж за графа Отто IV Шаумбургского (1517—1576)
- Магдалена София (1540—1586), вышла замуж за Арнольда, графа Бентхайм-Штайнфурта (1538—1566)
- София (18 июня 1541 — 17 января 1631), жена Поппо XVIII, графа Генненберг-Шлейзингенского (1513—1570).